# 弗朗茨·施密特 (劊子手)
弗朗茨·施密特（Franz Schmidt，1555年—1634年）是自1573年至1578年4月期間霍夫的一位刽子手，自1578年5月1日至1617年末是纽伦堡的刽子手。他为后世留下了一部详述他45年的职业生涯中所执行的361次处决的日记。

## 个人及职业生活
弗朗茨·施密特的父亲海因里希原本是巴伐利亚东北部城镇霍夫的一位樵夫。有一次布蘭登堡-拜律特侯爵阿爾布雷希特·阿爾西比亞德斯想要绞死三个人，他从人群中挑出了海因里希，逼迫他处决那三人，此后，海因里希别无他选，只能继续從事劊子手這份職業。
弗朗茨·施密特大约出生在1555年，在大概18岁时，他在父亲的监督下于班贝格开始了劊子手生涯，此时是1573年。五年后，他成为了纽伦堡的劊子手。他迎娶了一位总劊子手的女儿玛丽亚·贝克（Maria Beck），最终接替岳父成为了总劊子手。他与妻子生了7个孩子，他的工资与城中最富有的法官的薪资差不多，令他得以在纽伦堡買下一座大宅。1617年退休后，他又成為了一名医药顾问而且获利不菲，之后还被神圣罗马帝国皇帝斐迪南二世赐予帝国特权（imperial privilege），他也因此獲得了“光荣”（ehrlich）這一榮譽，从而蓋住了此前因劊子手這一身份而造成的影響。1634年，弗朗茨·施密特去世後埋在纽伦堡的一座墓地。他的坟墓至今尚存。
在劊子手時期，弗朗茨·施密特的副业是醫生。据他的传记作者、史学家Joel Harrington表示，施密特自己估计曾诊断过约15000名病患。

## 其日记的重要性
他的處決日記存留至今，其中记录了361次处决和345次较轻惩处（鞭打、割耳、断指）。每一篇日记都记录下了处刑的日期、地点以及方式，受刑人的姓名、籍贯、社会地位，他生涯后期所写的日记比之前的要更加冗长，连导致被告被判刑的具体案情都记了下来。
施密特采用的处决方式有用绳子绞死，用剑杀死，用死亡輪杀死，用火烧死以及用水淹死。只有极度暴力的犯人才会被施以死亡轮之刑。据他记载，自己在整個劊子手職業生涯中一共只执行过两次火刑（一次是因为同性性行为，另一次是因为制造假币），《加洛林纳刑法典》规定要将犯下殺嬰罪的女性用水淹死，施密特在纽伦堡擔任劊子手期間，这种刑罚经常会被减轻为用剑处决，这背后的部分原因是施密特与一些神职人员希望採取更輕的處決方式。
施密特的日记是供后世研究社会历史与法学历史的独一无二的史料。原稿已不复存在，但是据一现代版的序言表示，纽伦堡和班贝格的图书馆最晚在1913年尚藏有四本抄录于17世纪至19世纪初之间的手抄本。日记的首个印刷版出现于1801年。